# Liga Concacaf
La Liga Concacaf (CONCACAF League en inglés) (Ligue de la CONCACAF en francés), denominada Liga CONCACAF Scotiabank por motivos de patrocinio, también conocida como Concaleague, fue una competición continental anual de fútbol de Centro América, el Caribe y Canadá, clasificada como el torneo secundario de clubes de la Concacaf. Fue anunciada en mayo de 2017, desapareció en 2022 para dar paso a la nueva Copa Centroamericana a partir del 2023.

## Formato
A partir de 2019, la competición la disputaron 22 clubes. 3 de Costa Rica, 3 de El Salvador, 3 de Guatemala, 3 de Honduras, 3 de Panamá, 2 de  Nicaragua; un equipo de Belice y el segundo, tercero y cuarto lugar del Campeonato de Clubes del Caribe, además de un equipo de la Liga Premier de Canadá para un total de 22 equipos.
Primero se jugó una ronda previa donde 12 de los 22 equipos decidieron a 6 clasificados a los octavos de final. Se utilizó el sistema de rondas eliminatorias, desde octavos de final hasta llegar a la final, todas en formato ida y vuelta. En las rondas de octavos de final hasta semifinales rigió la regla del gol de visitante, la cual determinó que el equipo que haya marcado más anotaciones como visitante ganaba la eliminatoria si había empate en la diferencia de goles. En caso de estar la eliminatoria empatada tras los 180 minutos de ambos partidos, la serie se definía en una tanda de penaltis.
El club vencedor de la final y por lo tanto Campeón, fue aquel que en los dos partidos anote el mayor número de goles. En caso de empate en el total de goles, no se aplicó la regla del gol de visitante, se jugó una prórroga. Y si aún persistía el empate se realizó una tanda de penales.
Para los octavos de final, los clubes que fueron sorteados del Bombo 1 (enumerados primeros) jugaron como visitantes primero, y luego fueron los anfitriones en el partido de vuelta.
Los ganadores de las series 1, 3, 5 y 7, fueron sede para los partidos de vuelta de los cuartos de final. Para las semifinales, los clubes fueron clasificados de acuerdo su desempeño (puntos ganados, diferencia de goles y goles anotados) en los octavos y cuartos de final, utilizando el procedimiento de desempate del campeonato.
El club mejor clasificado en cada serie de semifinales fue sede del partido de vuelta. El mismo procedimiento de desempate se aplicó para determinar quién sería sede del partido de vuelta de las finales.
A partir de 2019, 6 clubes se clasificaban a la Liga de Campeones de la Concacaf, el campeón y los siguientes 5 clubes con mejor puntuación acumulada.

## Clasificación
| Liga                            | Equipos participantes |
| ------------------------------- | --------------------- |
| Primera División de Costa Rica  | 3                     |
| Liga Nacional de Honduras       | 3                     |
| Liga Nacional de Guatemala      | 3                     |
| Primera División de Panamá      | 3                     |
| Primera División de El Salvador | 3                     |
| Primera División de Nicaragua   | 2                     |
| Liga Premier de Belice          | 1                     |
| Campeonato de Clubes de la CFU  | 3                     |
| Liga Premier de Canadá          | 1                     |
| TOTAL                           | 22                    |

## Historial
| Liga Concacaf | Liga Concacaf              | Liga Concacaf      | Liga Concacaf                   | Liga Concacaf         | Liga Concacaf         | Liga Concacaf         | Liga Concacaf         | Liga Concacaf         | Liga Concacaf         | Liga Concacaf         | Liga Concacaf         | Liga Concacaf         | Liga Concacaf         | Liga Concacaf          | Liga Concacaf          | Liga Concacaf          | Liga Concacaf          | Liga Concacaf          | Liga Concacaf          | Liga Concacaf          | Liga Concacaf          | Liga Concacaf          | Liga Concacaf          |
| Temporada     | Campeón                    | Resultado          | Subcampeón                      | Semifinalistas        | Semifinalistas        | Semifinalistas        | Semifinalistas        | Semifinalistas        | Semifinalistas        | Semifinalistas        | Semifinalistas        | Semifinalistas        | Semifinalistas        | Semifinalistas         | Semifinalistas         | Semifinalistas         | Semifinalistas         | Semifinalistas         | Semifinalistas         | Semifinalistas         | Semifinalistas         | Semifinalistas         | Semifinalistas         |
| ------------- | -------------------------- | ------------------ | ------------------------------- | --------------------- | --------------------- | --------------------- | --------------------- | --------------------- | --------------------- | --------------------- | --------------------- | --------------------- | --------------------- | ---------------------- | ---------------------- | ---------------------- | ---------------------- | ---------------------- | ---------------------- | ---------------------- | ---------------------- | ---------------------- | ---------------------- |
| 2017          | Olimpia Honduras           | 0–1 1–0 (4-1 pen.) | Santos de Guápiles · Costa Rica | Plaza Amador · Panamá | Plaza Amador · Panamá | Plaza Amador · Panamá | Plaza Amador · Panamá | Plaza Amador · Panamá | Plaza Amador · Panamá | Plaza Amador · Panamá | Plaza Amador · Panamá | Plaza Amador · Panamá | Plaza Amador · Panamá | Árabe Unido · Panamá   | Árabe Unido · Panamá   | Árabe Unido · Panamá   | Árabe Unido · Panamá   | Árabe Unido · Panamá   | Árabe Unido · Panamá   | Árabe Unido · Panamá   | Árabe Unido · Panamá   | Árabe Unido · Panamá   | Árabe Unido · Panamá   |
| 2018          | Herediano · Costa Rica     | 2–0 1–2            | Motagua Honduras                | Árabe Unido · Panamá  | Árabe Unido · Panamá  | Árabe Unido · Panamá  | Árabe Unido · Panamá  | Árabe Unido · Panamá  | Árabe Unido · Panamá  | Árabe Unido · Panamá  | Árabe Unido · Panamá  | Árabe Unido · Panamá  | Árabe Unido · Panamá  | Tauro · Panamá         | Tauro · Panamá         | Tauro · Panamá         | Tauro · Panamá         | Tauro · Panamá         | Tauro · Panamá         | Tauro · Panamá         | Tauro · Panamá         | Tauro · Panamá         | Tauro · Panamá         |
| 2019          | Saprissa · Costa Rica      | 1–0 0–0            | Motagua Honduras                | Olimpia Honduras      | Olimpia Honduras      | Olimpia Honduras      | Olimpia Honduras      | Olimpia Honduras      | Olimpia Honduras      | Olimpia Honduras      | Olimpia Honduras      | Olimpia Honduras      | Olimpia Honduras      | Alianza · El Salvador  | Alianza · El Salvador  | Alianza · El Salvador  | Alianza · El Salvador  | Alianza · El Salvador  | Alianza · El Salvador  | Alianza · El Salvador  | Alianza · El Salvador  | Alianza · El Salvador  | Alianza · El Salvador  |
| 2020          | Alajuelense · Costa Rica   | 3–2                | Saprissa · Costa Rica           | Olimpia Honduras      | Olimpia Honduras      | Olimpia Honduras      | Olimpia Honduras      | Olimpia Honduras      | Olimpia Honduras      | Olimpia Honduras      | Olimpia Honduras      | Olimpia Honduras      | Olimpia Honduras      | Arcahaie Haití         | Arcahaie Haití         | Arcahaie Haití         | Arcahaie Haití         | Arcahaie Haití         | Arcahaie Haití         | Arcahaie Haití         | Arcahaie Haití         | Arcahaie Haití         | Arcahaie Haití         |
| 2021          | Comunicaciones · Guatemala | 2–1 4–2            | Motagua Honduras                | Forge · Canadá        | Forge · Canadá        | Forge · Canadá        | Forge · Canadá        | Forge · Canadá        | Forge · Canadá        | Forge · Canadá        | Forge · Canadá        | Forge · Canadá        | Forge · Canadá        | Guastatoya · Guatemala | Guastatoya · Guatemala | Guastatoya · Guatemala | Guastatoya · Guatemala | Guastatoya · Guatemala | Guastatoya · Guatemala | Guastatoya · Guatemala | Guastatoya · Guatemala | Guastatoya · Guatemala | Guastatoya · Guatemala |
| 2022          | Olimpia Honduras           | 3–2 2–2            | Alajuelense Costa Rica          | Real España Honduras  | Real España Honduras  | Real España Honduras  | Real España Honduras  | Real España Honduras  | Real España Honduras  | Real España Honduras  | Real España Honduras  | Real España Honduras  | Real España Honduras  | Motagua Honduras       | Motagua Honduras       | Motagua Honduras       | Motagua Honduras       | Motagua Honduras       | Motagua Honduras       | Motagua Honduras       | Motagua Honduras       | Motagua Honduras       | Motagua Honduras       |

### Títulos por equipo
| Equipo             | Títulos | Subtítulos | Años campeón | Años subcampeón  |
| ------------------ | ------- | ---------- | ------------ | ---------------- |
| Olimpia            | 2       | 0          | 2017, 2022   | -                |
| Saprissa           | 1       | 1          | 2019         | 2020             |
| Alajuelense        | 1       | 1          | 2020         | 2022             |
| Herediano          | 1       | 0          | 2018         | -                |
| Comunicaciones     | 1       | 0          | 2021         | -                |
| Motagua            | 0       | 3          | -            | 2018, 2019, 2021 |
| Santos de Guápiles | 0       | 1          | -            | 2017             |

### Títulos por país
| País       | Títulos | Subtítulos |
| ---------- | ------- | ---------- |
| Costa Rica | 3       | 3          |
| Honduras   | 2       | 3          |
| Guatemala  | 1       | 0          |

## Estadísticas

### Equipos
- Mayor cantidad de títulos obtenidos:  Olimpia con 2.
- Mayor cantidad de subcampeonatos obtenidos:  Motagua con 3.
- Mayor cantidad de finales perdidas:  Motagua con 3.
- Mayor cantidad de puntos obtenidos:  Olimpia y  Motagua con 33.
- Mayor cantidad de puntos obtenidos en un solo torneo:  Comunicaciones con 21.
- Mayor cantidad de partidos jugados:  Motagua con 19.
- Mayor cantidad de partidos ganados:  Olimpia y  Saprissa con 10.
- Mayor cantidad de partidos empatados:  Motagua con 6.
- Mayor cantidad de partidos perdidos:  Belmopan Bandits,  con 6.
- Mayor cantidad de goles convertidos:  Olimpia con 32.
- Mayor cantidad de goles recibidos:  Motagua con 16.
- Mayor cantidad de goles marcados a favor en una serie:  Municipal ante  Atlético Vega, con 9.

### Individuales
- Más goles marcados en general:  Johan Venegas con 18.
- Anotación más rápida:  Aaron Suárez al minuto 1 con 50 segundos.[4]

### Goles
Mayores goleadas:
- Olimpia 7–1  Plaza Amador en 2017.
- Olimpia 6–0  Managua FC en 2020.
- Inter Moengotapoe 0–6  Olimpia en 2021.
- Santos de Guápiles 6–2  San Juan Jabloteh en 2017.
- Alajuelense 5–0  Alianza en 2022.
- Saprissa 5–0  Arcahaie en 2020.
- Alianza FC 5–1  San Francisco FC en 2019.
- Santos de Guápiles 5–1  Verdes FC en 2021.
- Alianza FC 5–1  Verdes FC en 2022.

Eliminatoria con más goles:
- Santos de Guápiles -  San Juan Jabloteh (6-2 y 2-1). Resultado global: 8-3 en 2017.

## Goleadores por edición
| Año  | Jugador                                      | Equipo                  | Goles |
| ---- | -------------------------------------------- | ----------------------- | ----- |
| 2017 | Roger Rojas                                  | Olimpia                 | 5     |
| 2018 | Edwin Aguilar Yendrick Ruiz Rubilio Castillo | Tauro Herediano Motagua | 5     |
| 2019 | Johan Venegas                                | Saprissa                | 7     |
| 2020 | Johan Venegas                                | Saprissa                | 6     |
| 2021 | Juan Anangonó                                | Comunicaciones          | 6     |
| 2022 | Ramiro Rocca                                 | Real España             | 6     |

## Entrenadores campeones
| Año  | Entrenador            | Equipo             |
| ---- | --------------------- | ------------------ |
| 2017 | Carlos Restrepo Isaza | Olimpia            |
| 2018 | Jafet Soto            | Herediano          |
| 2019 | Walter Centeno        | Deportivo Saprissa |
| 2020 | Andrés Carevic        | Alajuelense        |
| 2021 | William Coito         | Comunicaciones     |
| 2022 | Pedro Troglio         | Olimpia            |